# 星纹飞蜥
星纹飞蜥（Laudakia stellio）是分布于希腊、以色列、塞浦路斯、黎巴嫩、西亚和埃及北部的一种蜥蜴。 該蜥蜴也被人引入至马耳他境內。 星纹飞蜥的总长度可以达到35 cm（14英寸）。 